# Traian, Constanța
Traian este un sat în comuna Săcele din județul Constanța, Dobrogea, România. La recensământul din 2002 avea o populație de 85 locuitori.